# Flachrücken-Deformität
Die Flachrücken-Deformität, englisch Flatback-Syndrome, tritt bei einigen Patienten nach einer Skolioseoperation mit Harrington-Stäben auf.

## Ursache
Wenn durch die erfolgte Aufrichtungsoperation die normalerweise bestehende lumbale Lordose vermindert oder aufgehoben ist, kommt es zur Vorwärtsneigung des Rumpfes und Hüft- bzw. Rückenschmerzen durch die chronische Kompensationshaltung mit vorzeitigem Verschleiß der Bandscheibe und der angrenzenden Wirbel (Osteochondrosis intervertebralis).

## Verbreitung
Das Phänomen tritt bei weitem nicht nach allen Aufrichtungsoperationen auf, sondern hauptsächlich nach Fixierung lumbaler Segmente der Lendenwirbelsäule.
Nicht zu verwechseln ist das bei operierten Jugendlichen mitunter auftretende sogenannte „Crankshaft-“ (Kurbelwellen)-Phänomen mit  zunehmender Rotationsfehlstellung unterhalb der operativ fixierten Wirbelsegmente aufgrund des weiteren Wachstums der Wirbelkörper.